# 聖詹姆斯 (密蘇里州)
聖詹姆斯（英語：St. James）是位於美國密蘇里州費爾普斯縣的城市。

## 人口
根據2020年美國人口普查的數據，聖詹姆斯的面積為11.09平方千米，當中陸地面積為11.07平方千米，而水域面積為0.02平方千米。當地共有人口3935人，而人口密度為每平方千米355人。